# Jan Wolkers

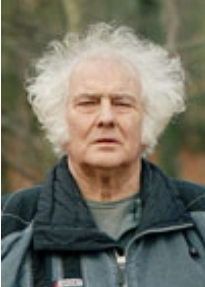
Jan Wolkers (1995).

Jan Hendrik Wolkers, född 26 oktober 1925 i Oegstgeest i Zuid-Holland, död 19 oktober 2007 i Westermient i Texel i Noord-Holland, var en nederländsk bildkonstnär och författare av främst romaner. 

## Litterär verksamhet
Jan Wolkers betraktas som en av de stora berättarna inom den nederländska litteraturen efter andra världskriget, vid sidan av författare som Willem Frederik Hermans, Harry Mulisch, Gerard van het Reve och Hella S. Haasse. Jan Wolkers stil är frispråkig. Han var en av de första som vågade ge öppet uttryck för sex i det traditionellt kalvinistiska Nederländerna. Romanen Turks fruit (1969) översattes till tio språk och publicerades på svenska som Turkisk konfekt (1973). Paul Verhoevens filmatisering 1972 blev ytterligt framgångsrik och nominerades till en Oscar för Bästa icke-engelskspråkiga film. Många fler av Wolkers romaner har översatts till svenska och flera av hans verk har blivit film, som exempelvis Jon Lindströms tv-film En ros av kött (1985) och Theo van Goghs Terug naar Oegstgeest (1987). En av Wolkers sena dikter, De herinnering (2001), har hedrats med en plats bland väggdikterna i Leiden. Sedan 2019 är författarens privata och litterära arkiv tillgängligt vid universitetsbiblioteket i Leiden.

## Litterär verkförteckning (urval)
- 1961 Serpentina's Petticoat (noveller)
- 1962 Kort Amerikaans (roman)

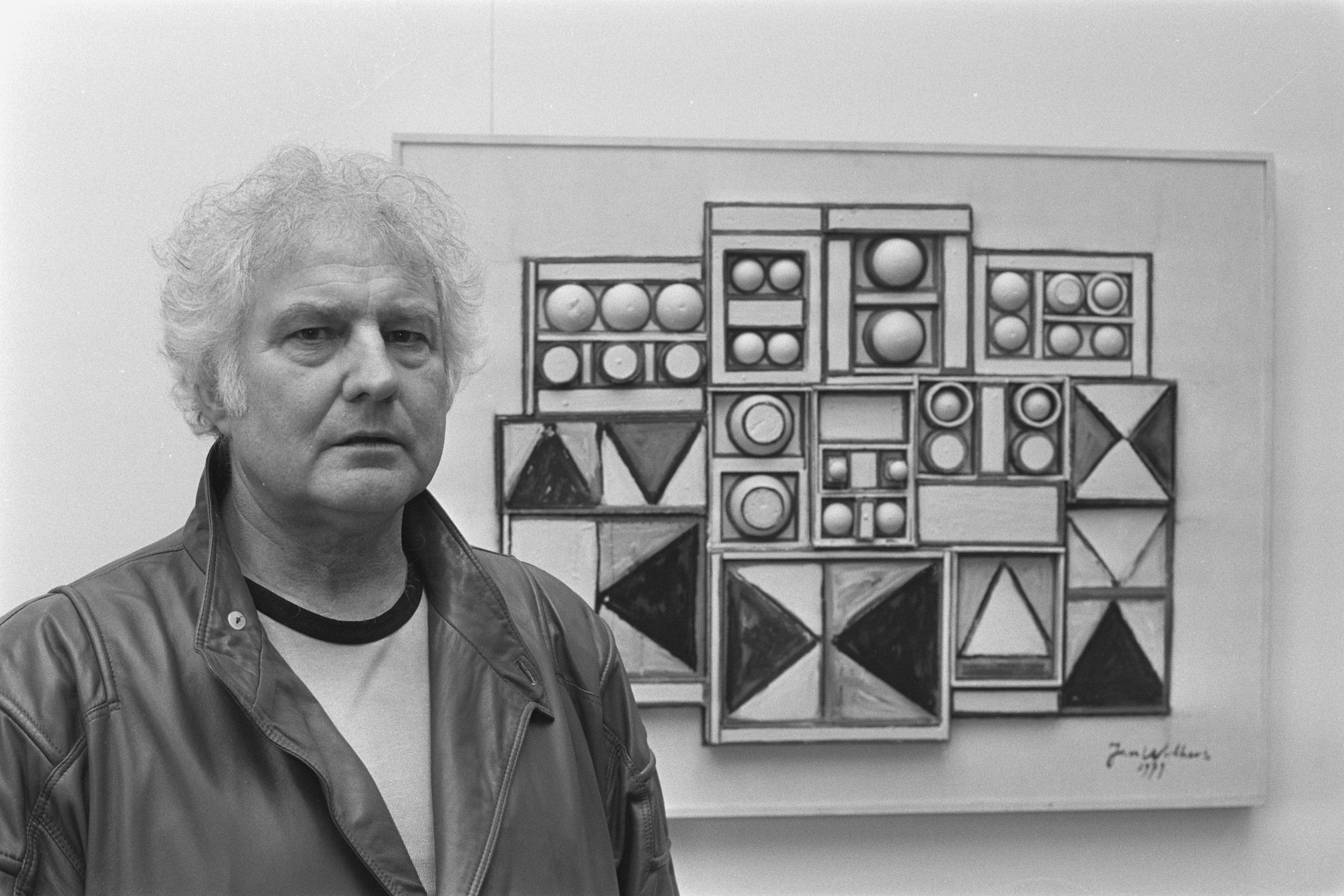
Jan Wolkers (1986)

  - Snaggad (översättning Torbjörn Wessner, Forum, 1985)
- 1963 Gesponnen suiker (noveller)
- 1963 De Babel
- 1963 Een roos van vlees (roman)
  - En ros av kött (översättning Brita Dahlman, Forum, 1975)
- 1964 De hond met de blauwe tong (noveller)
- 1965 Terug naar Oegstgeest (roman)
  - Tillbaka till Oegstgeest (översättning Sonja Berg Pleijel, Forum, 1977)
- 1967 Horrible tango (roman)
  - Horrible tango (översättning Ingrid Wikén Bonde, Forum, 1976)
- 1969 Turks fruit (roman)
  - Turkisk konfekt (översättning Marguérite Törnqvist, Forum, 1973)
- 1971 Groeten van Rottumerplaat (autobiografisk dokumentär)
- 1971 Werkkleding (autobiografisk dokumentär)
- 1974 De walgvogel (roman)
  - Dronten (översättning Torbjörn Wessner, Forum, 1981)
- 1975 Dominee met strooien hoed (novell)
- 1977 De kus (roman)
  - Kyssen (översättning Sonja Berg Pleijel, Forum, 1978)
- 1979 De doodshoofdvlinder (roman)
  - Dödskallefjärilen (översättning Torbjörn Wessner, Forum, 1982)
- 1980 De perzik van onsterfelijkheid (roman)
  - Odödlighetens persika (översättning Torbjörn Wessner, Forum, 1983)
- 1981 Alle verhalen
- 1981 Brandende liefde (roman)
- 1982 De junival (roman)
- 1983 Gifsla (roman)
  - Giftsallad (översättning Torbjörn Wessner, Forum, 1987)
- 1984 De onverbiddelijke tijd (roman)
- 1985 22 sprookjes, verhalen en fabels
- 1988 Kunstfruit en andere verhalen
- 1989 Jeugd jaagt voorbij
- 1991 Tarzan in Arles (essäer)
- 1991 Wat wij zien en horen (noveller, tillsammans med Bob och Tom Wolkers)
- 1994 Rembrandt in Rommeldam (essäer)
- 1995 Zwarte Bevrijding (essä)
- 1996 Icarus en de vliegende tering
- 1997 Mondriaan op Mauritius (essäer)
- 1998 Terug naar Jan Wolkers (samlingsvolym: Kort Amerikaans, Een roos van vlees och Terug naar Oegstgeest)
- 1998 Het kruipend gedeelte des aardbodems (monolog)
- 1999 Omringd door zee (krönikor)
- 1999 De spiegel van Rembrandt
- 2000 Een cilinder vol zeegeruis
- 2000 Jaargetijden (dikter)
- 2003 De achtertuin
- 2003 Wintervitrines (dikter)
- 2005 Zomerhitte
- 2005 Dagboek 1974
- 2005 Ach Wim, wat is een vrouw? (brev till en ungdomsvän)
- 2006 Dagboek 1969'
- 2008 Verzamelde gedichten

Svensk urvalsvolym
- Den ryslige snögubben och andra noveller (förord av Sven Delblanc, urval och översättning Marguérite Törnqvist, Bonnier, 1969)